# NGC 2363
NGC 2363 هي مجرة ماجلاني مع NGC 2366 تقع في كوكبة الزرافة (كوكبة). وهي مضيئة باللون الأزرق المتغير وهي اقوى بـ 6,300,000 مرة من إضاءة الشمس. ويمكن أن ينظر إليه في هذه الصورة عن طريق تلسكوب الفضاء هابل كنجم معزول مشرق في الفراغ المظلم على يسار السديم.

## وصلات خارجية
- NGC 2363 على موقع ويكي سكاي: DSS2, SDSS, GALEX, IRAS, Hydrogen α, X-Ray, Astrophoto, Sky Map, Articles and images